# Szczytna
Szczytna (česky Ředeč také někdy Vyserov, německy Rückers) je město v Polsku s 5278 obyvateli (rok 2016). Je sídlem stejnojmenné městsko-vesnické gminy v okrese Kladsko Dolnoslezského vojvodství.

## Poloha
Město Szczytna leží na řece Dušnické Bystřici 17 km západně od Kladska. Prochází jím evropská silnice E67 a železnice Kudowa-Zdrój–Kladsko. Na sever od Szczytné se nacházejí Stolové hory a na jih Bystřické hory.

## Dějiny
První písemná zmínka o Szczytné pochází z roku 1347, kdy byla vsí poddanou hradu Homole. S celým Kladským hrabstvím patřila mezi země Koruny české do roku 1742, kdy ji získalo Pruské království. Většinu obyvatel tvořili Němci až do konce druhé světové války. Na základě postupimské dohody se Rückers stal roku 1945 součástí Polska a v roce 1946 dostal nový název Szczytna. Roku 1973 byla Szczytna povýšena na město.
Tradičním zdrojem obživy obyvatel bylo sklářství, továrna na křišťálové sklo HSK „Sudety”, kde byl vyroben servis pro korunovaci královny Alžběty II., byla uzavřena v roce 2014. Turistickou atrakcí je hora Szczytnik s křížovou cestou a novogotický zámek Leśna. Ve městě se nachází barokní chrám sv. Jana Křtitele. V blízkosti Szczytné leží národní park Stolové hory, město má také minerální prameny. V roce 2009 bylo otevřeno golfové hřiště.
Narodil se zde německý politik a ekonom Werner Skowron (1943–2016).

## Kostel

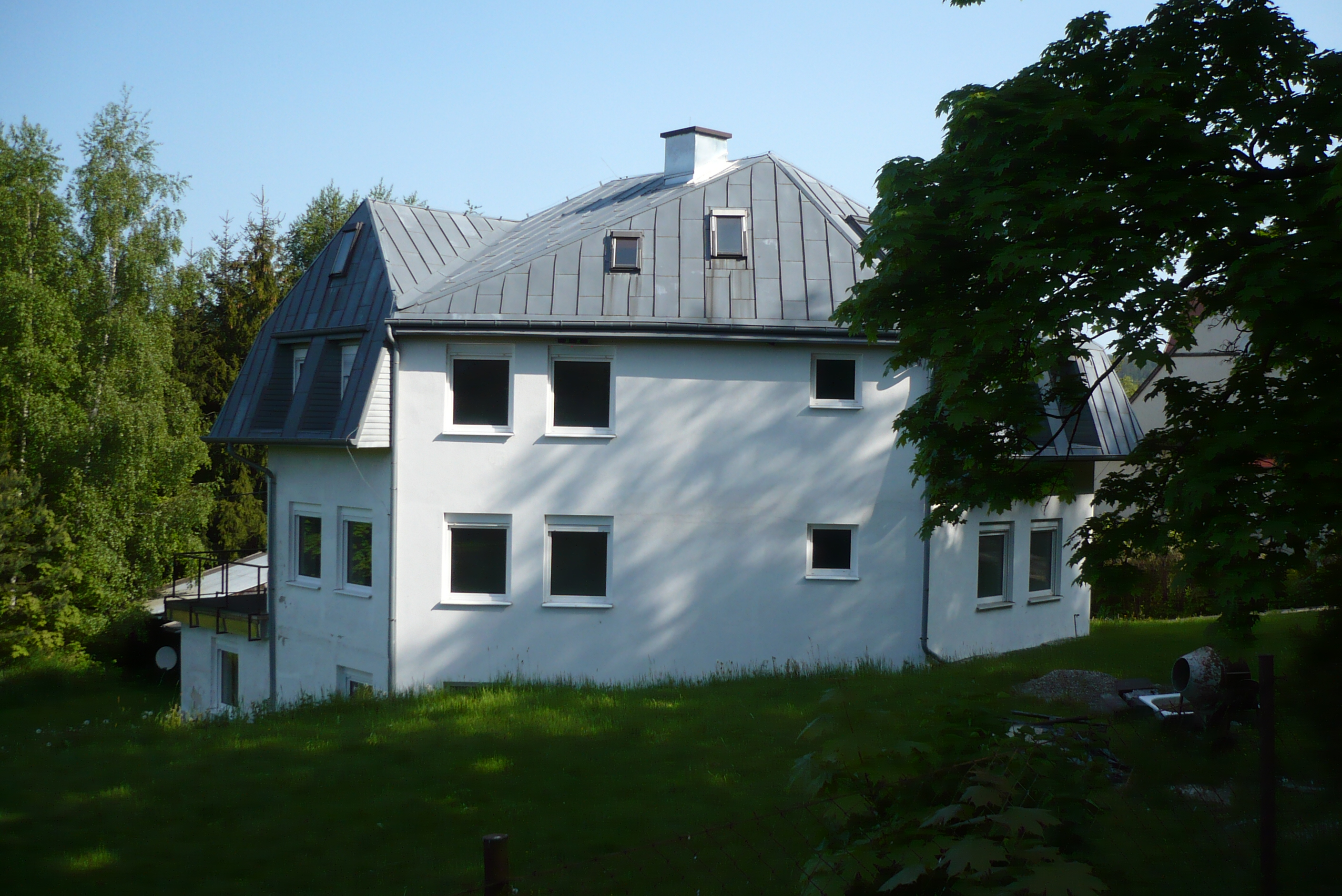
Kostel v roce 2023

V roce 1567 získal „panství Rückers“ v Kladském hrabství Johannes Crato von Krafftheim († 1585), osobní lékař Maxmiliána II. a později i Rudolfa II. Crato zde založil reformovaný sbor s evangelickým kostelem a kazatelem. Na panství měl v úmyslu strávit zbytek života, a proto tam nechal z Prahy přestěhovat svou knihovnu.

## Partnerská města
- Międzychód
- Tegernheim
- Náměšť na Hané
- Velké Poříčí